# داسیسه (سیگله)
داسیسه شهری در شهرستان سیگله در استان بولکیمده در بورکینافاسوی غربی مرکزی است جمعیت آن ۱۵۴۸ نفر است.